# Christian Michael Rottbøll (modstandsmand)
 Der er flere personer med dette navn, se Christian Michael Rottbøll.
Christian Michael "Mik" Rottbøll (født 8. juni 1917 på Christiansdal, død 26. september 1942 i København) var en dansk modstandsmand under Danmarks besættelse. Han var kaptajn for Special Operations Executive (SOE) i Danmark.
Han var søn af godsejer Henning Rottbøll og hustru Gudrun Elisabeth Müller og voksede op på Christiansdal og Børglum Kloster i Vendsyssel. Han søgte efter endt studentereksamen en retning i tilværelsen, blev elitegymnast, soldat i Livgarden, var på dannelsesophold i udlandet og levede endda i en periode som kvægfarmer i Argentina.
I efteråret 1939 meldte han sig som frivillig til Den finske vinterkrig, hvor han blev indrulleret i en af de berømte ski-delinger. Efter Danmarks besættelse gik Rottbøll ind i modstandskampen og tog til England, hvor han fik sabotagetræning af Special Operations Executive (SOE). SOE trænede faldskærmsfolk, som kunne nedkastes i Danmark og organisere modstandsgrupper. SOE ville forsyne grupperne med våben, sprængstof og kommunikationsudstyr. 
Den 17. april 1942 blev Rottbøll sammen med to telegrafister kastet ned over Danmark. Efter nogen dramatik lykkedes det for de tre at blive samlet i København, hvor de fik forbedret radiokontakten med Storbritannien. Rottbøll var opsat på at indlede sabotageaktioner mod tyskerne, men ledelsen af SOE satte sig imod. I stedet var fokus på at skaffe oplysninger om tyskernes ageren i Danmark og viderebringe disse til England. Det lykkedes i nærheden af Farsø at få arrangeret en nedkastning med flere folk og en radiosender. De nye operatører og apparater bevirkede en forøget og mere effektiv illegal kommunikation mellem Danmark og England.
Men tyskerne satte nu pejlevogne ind, samtidig med at de via stikkere fik oplyst navne på omkring 30 personer, der var tilknyttet et illegalt blad med kontakt til modstandsbevægelsen. Nogle valgte at stikke af til Sverige, mens andre blev anholdt. Rottbøll blev i Danmark, hvilket blev skæbnesvangert. Han blev efter tysk anmodning afhentet af det danske politi på sin adresse, Øresundsgade 19, 5. sal (den nuværende Vordingborggade) på Østerbro i København. Klokken 6.30 den 26. september ringede politiet på, Rottbøll kom ud i pyjamas og blev skudt af en nervøs dansk politimand. Han ramtes af 12 skud i hoved, hals og mave, de fleste skud var afgivet på klos hold. Et skud i tindingen blev afgivet, efter at Rottbøll var død.
Både Land og Folk og Frit Danmark mente, at Rottbøll blev myrdet af kriminalassistent Alexander Frode Øst. Politiet udbetalte sågar en dusør på 300 kroner til betjenten. Politidirektør Stamm meddelte i en dagsbefaling til hele korpset: "For særlig udvist åndsnærværelse under eftersøgning af faldskærmsspringerne har jeg udbetalt kriminalassistent Øst 300 kr. i gratiale."
Befolkningen i Vendsyssel var stærkt berørt af hændelsen, der styrkede den lokale modstand mod besættelsesmagten. En mindesten blev rejst for ham ved Børglum Kloster, ligesom der ved Børglumkloster Mølle blev sat i kors. Han blev begravet ved Børglum Klosterkirkes østre gavl den 4. oktober 1942.